# Makuko Gallardo
Alberto Silverio Gallardo Juárez (Piura, 28 de julio de 1954-París, 31 de mayo de 2005), conocido artísticamente como Makuko Gallardo o simplemente Makuko, fue un cantante peruano de cumbia. Fue vocalista de la agrupación musical Armonía 10, y posteriormente de Grupo América y Los Ilegales.

## Biografía

### Primeros años
Alberto Silverio Gallardo Juárez nació en Piura el 28 de julio de 1954. Fue el primero de siete hermanos y de una familia de bajos recursos.
Creció en la calle Napo, en el barrio de Pachitea, ayudando a sus padres y estudiando a la par. Tuvo la responsabilidad de encargarse del negocio familiar, para así llegar a ser cantante.

### Carrera musical
Inició en la música al integrar en 1972 la orquesta Los Blanders (actual Armonía 10), liderada por Juan de Dios Lozada, teniendo como compañeros a Percy Chapoñay (quien falleció en 2016), Carlos Soraluz, Tony Rosado, entre otros.
Como integrante de la agrupación, fue el intérprete de destacados temas como «Paloma mía», «No me vuelvo a enamorar», «El chancho de mi vecina», «Agua de veneno» y «El cervecero».
A finales de los años 90, Makuko se retiró de Armonía 10 para emprender su carrera como solista, lo que generó una disputa entre ellos.
En el año 2004, junto a Alfredo Jamanca y Corazón Serrano, fundó Grupo América. En paralelo, lideró el conjunto Los Ilegales.

### Vida personal
Con su cónyuge, Magali León Izaguirre, tuvo 14 hijos.

## Fallecimiento
En el año 2005, Makuko y su agrupación Los Ilegales oficializaron su gira por Europa. El 28 de mayo de ese año, cantó por última vez en Turín, Italia. Después de la presentación, viajó con el grupo a Francia, donde se instalaron en la ciudad de París. Tres días después, murió tras sufrir un Infarto agudo de miocardio a los 50 años.
Sus restos fueron trasladados al Perú, donde fue velado por una multitud de seguidores, amigos cercanos y otros artistas, hasta llegar al Cementerio Metropolitano de Piura, donde fue sepultado.

## Legado
Después de su muerte, Armonía 10 ha decidido continuar el legado que dejó Makuko, cantando las canciones donde fue intérprete.
En 2016, fallece el cantante Percy Chapoñay, compañero de Makuko desde sus inicios. Por esto mismo, fue enterrado en el mismo cementerio que él.
En junio de 2015, el programa Yo soy presenta a Javier Chang como imitador del fallecido. Pero no logró ganar ocupando el segundo puesto en la decimotercera temporada, por detrás de Carlos Farfán, imitando de Manuel Donayre.